# Province ecclésiastique de Paris
La province ecclésiastique de Paris fait partie des nouvelles provinces ecclésiastiques françaises définies en 2002. Elle remplace à la fois l'ancienne province ecclésiastique et l'ancienne région apostolique d'Île-de-France, qui étaient constituées par les mêmes diocèses.
Elle est constituée par :
- Archidiocèse de Paris (archevêché métropolitain) créé au IIIe siècle et élevé en archidiocèse en 1622
- Diocèse de Créteil créé en 1966
- Diocèse d'Évry-Corbeil-Essonnes créé en 1966
- Diocèse de Meaux créé au IVe siècle
- Diocèse de Nanterre créé en 1966
- Diocèse de Pontoise créé en 1966
- Diocèse de Saint-Denis créé en 1966
- Diocèse de Versailles créé en 1801

## Histoire
La province ecclésiastique de Paris a été créée en 1622 quand le diocèse de Paris, autrefois suffragant de Sens, a été érigé en archevêché. La nouvelle province a alors été créée par démembrement de la Province ecclésiastique de Sens, dont ont été retranchés les diocèses de Chartres, de Meaux, d'Orléans et de Paris. En 1697, le diocèse de Blois est créé et forme le cinquième diocèse de la province.
Chef-lieu d'un arrondissement ecclésiastique au moment de la Constitution civile du clergé, Paris reste un siège métropolitain pendant la Révolution française.
Avec le concordat de 1801, Paris se trouve à la tête d'une vaste province de neuf diocèses : Amiens, Arras, Cambrai, Meaux, Orléans, Paris, Soissons, Troyes et Versailles.
La réforme de 1822 réduit la taille de la province en rétablissant les sièges métropolitains de Reims et de Sens. À partir de 1822, la province comprend les diocèses de Blois, Chartres, Meaux, Orléans, Paris et Versailles.
À la suite de la nouvelle organisation de l'Île-de-France en 1964, il est étudié de faire coïncider les limites de la province avec celles de la région parisienne. Par la constitution apostolique Nemptodurensis et Aliarum promulguée par le pape Paul VI et rédigée principalement par le cardinal chancelier Santiago Luis Copello et le cardinal Carlo Confalonieri pro-préfet de la Congrégation consistoriale, la province est alors limitée au nouveau territoire de la région Île-de-France et se voit complété des diocèses de Nanterre, Pontoise et Saint-Denis érigés dans la réorganisation.
Lors de la réforme des circonscriptions catholiques en 2002, la nouvelle province de Paris prend la suite de l'ancienne province ecclésiastique ainsi que de la région apostolique Île-de-France.
Fondée en 1931 par le cardinal Jean Verdier, l'Œuvre des Chantiers du Cardinal promouvant la construction et l'entretien des églises de Paris est étendue à partir du 1er janvier 2012 à l'ensemble de la province ecclésiastique.
En juillet 2014, les évêques de la province signent une déclaration commune sur un appel au calme, et appeler les catholiques et citoyens à « au respect mutuel, au dialogue, à la rencontre ». Cette déclaration fait suite aux nombreuses attaques antisémites en France en parallèle du conflit israélo-palestinien.

## Évêques de la province
- Archevêque métropolite, archevêque de Paris, Laurent Ulrich.
  - Il est assisté de deux évêques auxiliaires : Philippe Marsset et Emmanuel Tois.

- Jean-Yves Nahmias, évêque de Meaux.
  - Il est assisté d'un évêque auxiliaire : Guillaume de Lisle.

- Luc Crepy, évêque de Versailles.

- Dominique Blanchet, évêque de Créteil.

- Michel Pansard, évêque d'Evry-Corbeil-Essonnes.

- Matthieu Rougé, évêque de Nanterre.

- Benoît Bertrand, évêque de Pontoise.

- Étienne Guillet, évêque de Saint-Denis.

- Antoine de Romanet, évêque aux armées, dépend directement du Saint-Siège. Cependant, sa cathédrale se situe dans la province. Il s'agit de l'église Saint-Louis des Invalides.

## Visites ad limina
La visite ad limina (ou plus précisément : visite ad limina apostolorum) est la visite quinquennale que tout évêque catholique est tenu de faire à Rome.

### Visite du 16 novembre 2012
Cette visite s'est faite sous le pontificat du pape Benoît XVI, étaient présents :
- Card. André Vingt-Trois, archevêque métropolitain de Paris
  - Jérôme Beau, évêque auxiliaire de Paris
  - Éric de Moulins-Beaufort, évêque auxiliaire de Paris
  - Renauld de Dinechin, évêque auxiliaire de Paris
- Michel Santier, évêque de Créteil
- Michel Dubost, C.I.M., évêque d'Evry
- Jean-Yves Nahmias, évêque de Meaux
- Gérard Daucourt, évêque de Nanterre
- Pascal Delannoy, évêque de Saint-Denis
- Éric Aumonier, évêque de Versailles
- Luc Ravel, C.R.S.V., évêque aux armées
- Grégoire Ghabroyan, I.C.P.B., évêque de Sainte-Croix-de-Paris (Armeniens)

### Sources et liens externes
- Ressource relative à la religion :   - Guide de l'Église catholique en France
- Notices d'autorité :   - VIAF
  - BnF (données)
  - IdRef
- Notice sur catholic-hierarchy.org